# St. Sebastian (Neuses)

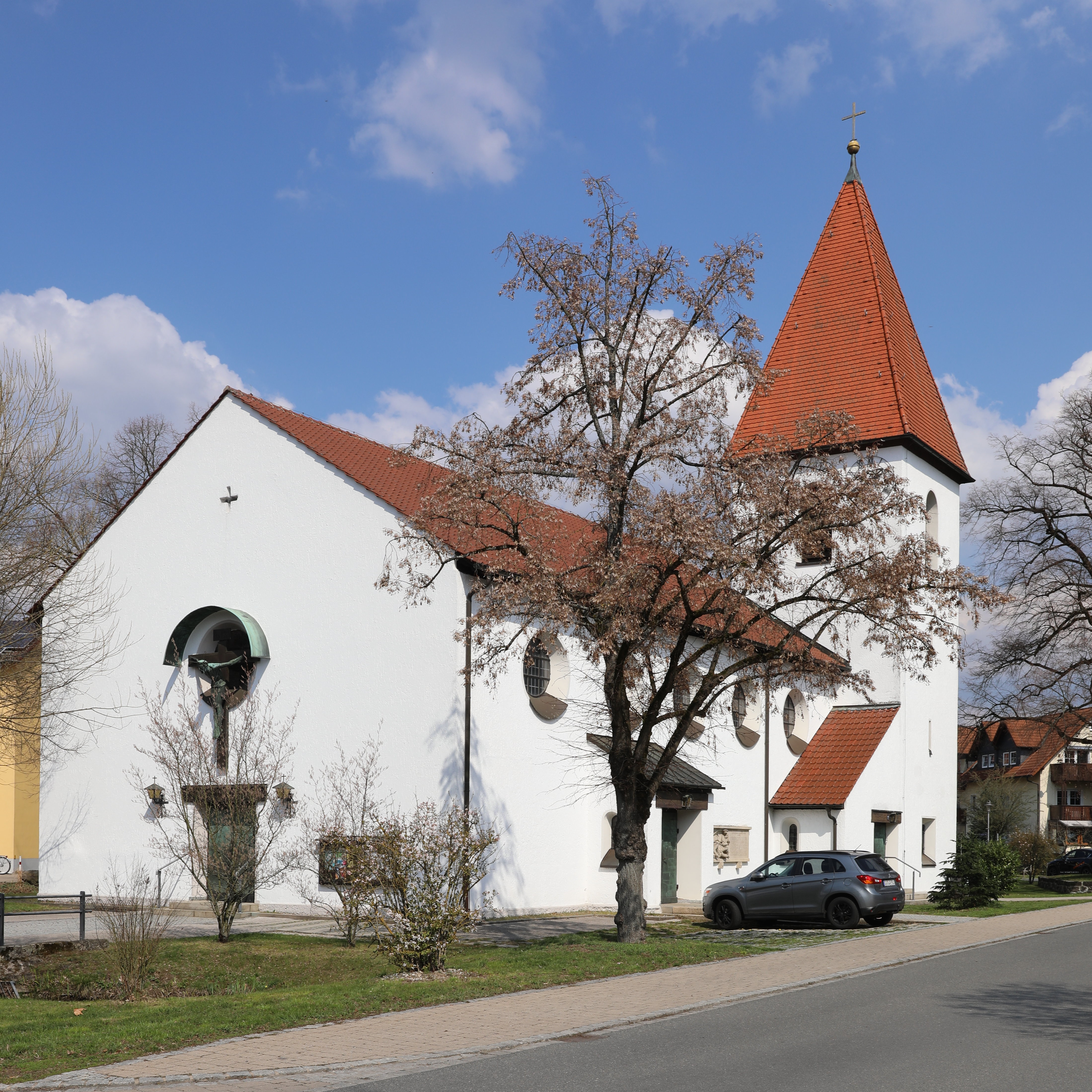
Katholische Pfarrkirche St. Sebastian

Die römisch-katholische Pfarrkirche St. Sebastian steht in Neuses, einem Gemeindeteil der oberfränkischen Kreisstadt Kronach im Landkreis Kronach. Der denkmalgeschützte Sakralbau stammt aus dem Jahr 1933 und wurde von Georg Holzbauer geplant. Die Pfarrei gehört zum Dekanat und Seelsorgebereich Kronach des Erzbistums Bamberg.

## Baugeschichte
Im Jahr 1890 hatte Neuses 473 Einwohner mit katholischer Konfession, die zur Stadtpfarrei Kronach gehörten. Die Gründung eines Kirchenbauvereins erfolgte 1897. Der 1916 geplante Bau einer Notkirche musste aus Geldmangel verschoben werden. Die Inflation vernichtete 1923 das angesparte Kapital des Kirchenbauvereins, so dass erst 1926 als Behelf, durch den Umbau einer Scheune, ein Betsaal entstand. Insbesondere der Kronacher Stadtpfarrer Adam Männlein unterstützte das Bauvorhaben. Im Jahr 1930 beauftragte die Neuseser Kirchenverwaltung schließlich den Nürnberger Architekt Fritz Mayer mit der Planung eines Kirchenneubaus. Als Mayer bis April 1932 keinen vom Baukunstausschuss des Staatsministeriums für Unterricht und Kultus in München genehmigten Entwurf vorlegen konnte, wurde der Münchner Architekt Georg Holzbauer mit einem Vorprojekt beauftragt. Nach einer Überarbeitung dessen Projektes und Genehmigung durch den Baukunstausschuss stimmte das Erzbischöfliche Ordinariat in Bamberg am 14. Juni 1932 der Umsetzung der Planung zu.
Am 16. August 1932 begannen die Bauarbeiten, die Grundsteinlegung folgte am 18. September 1932 durch den Weihbischof im Erzbistum Bamberg Adam Senger und die Konsekration durch den Erzbischof Jacobus von Hauck am 17. September 1933.
Die Hummendorfer Ziegelei fertigte die Mauersteine. Das Kronacher Bauunternehmen Franz Hau erstellte den Rohbau und die Zimmerarbeiten wurden von Peter Wendel aus Au durchgeführt.
Die veranschlagten Kosten, ohne Inneneinrichtung, betrugen 56.000 Reichsmark. 35.000 Reichsmark wurden für den Rohbau benötigt. Diese und die Kosten für die Bemalung und Skulpturen wurden durch eigene Mittel der Kirchenverwaltung in Höhe von 26.000 Reichsmark, durch einen Diözesansteuerzuschuss in Höhe von 10.000 Reichsmark und eine Landeskirchensammlung mit einem Betrag von 17.771 Reichsmark erbracht. Außerdem spendete der katholische Jugendverein 2000 Reichsmark und Gemeindeangehörige leisteten kostenlose Spanndienste.
Die ehemalige Kuratie wurde 1959 eine selbstständige Pfarrei. Im Jahr 1970 ließ die Gemeinde die Kirche umfassend renovieren. Dabei gestaltete der Kronacher Bildhauer Heinrich Schreiber den Altarraum nach den Richtlinien des Zweiten Vatikanischen Konzils neu. Im Jahr 1992 folgte eine weitere Sanierung und 1993 eine neue Orgel. Eine Renovierung wurde auch 2022 durchgeführt.

## Baubeschreibung
Das nach Nordosten ausgerichtete, längsrechteckige Gotteshaus steht in Ortsmitte und wird bereichsweise von einem Bach umflossen. Der Saalbau besteht aus einem Langhaus mit einem ziegelgedeckten Satteldach, einem eingezogenen Chor mit Dreiachtelschluss und einem seitlich, im östlichen Chorwinkel angeordneten, gedrungenen Glockenturm mit einem spitzen, ziegelgedeckten Pyramidendach.

### Außenbau

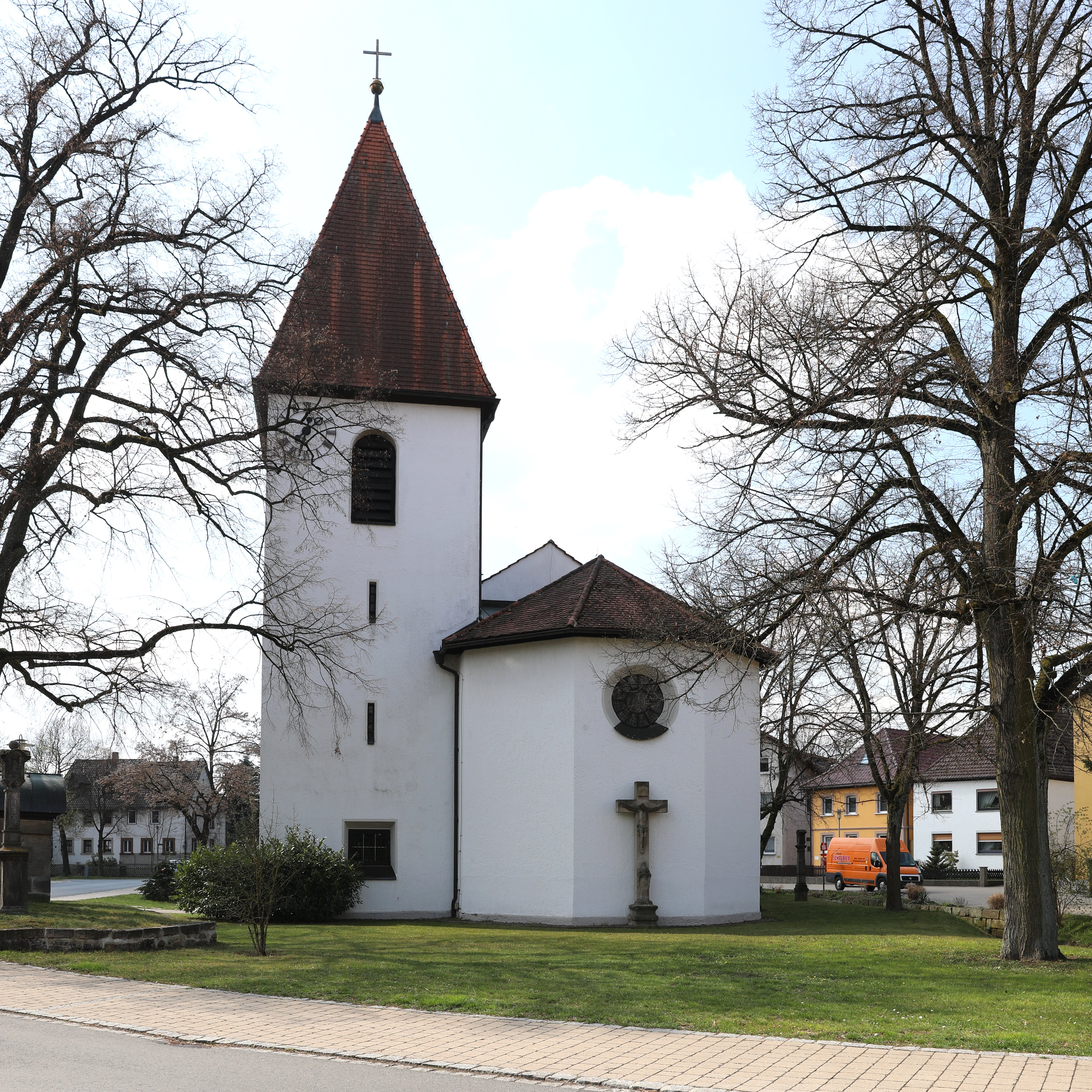
Kirchturm und Chor

Der Außenbau besteht aus glatt verputzten und hell gefassten Mauerwerkswänden. Die Giebelfassade hat ein hochrechteckiges Portal, mit schräger Laibung ohne Rahmung, aber mit einem dunklen Holzbalken als Sturz. Darüber befindet sich ein Kruzifix des Münchner Bildhauers Hans Panzer und eine kleine kreuzförmige Öffnung. Die beiden Längsseiten gliedern in der oberen Wandhälfte jeweils fünf große Rundfenster. Ein Seitenportal mit einem Vorbau und einem Pultdach hat zusätzlich die Südostwand.
Zwei Wände des polygonalen Chores sind durch Rundfenster geöffnet. Außerdem besteht eine Tür zur Sakristei, die sich im Erdgeschoss des Kirchturms befindet. Der Turm hat einen quadratischen Grundriss und unterhalb der Dachtraufe an allen vier Seiten jeweils eine rundbogige Schallöffnung. Zusätzlich durchfenstern an zwei Seiten übereinander eine quadratische Öffnung und zwei Schlitze die Turmwände. Ein südwestlicher Anbau des Kirchturmes mit einem Pultdach dient als Eingang zum Treppenhaus und der Sakristei.

### Innenraum
Der Innenraum wurde betont schlicht gehalten. Hölzerne Balkendecken überspannen das breite Langhaus und den Chor, die ein runder Triumphbogen miteinander verbindet. Der Chorraum ist um zwei Stufen erhöht, drei weitere führen zum Hochaltar. Eine hölzerne Orgelempore steht auf eine Länge bis zum ersten Rundfenster an der Eingangsseite. Sie ruht im Kirchenraum auf zwei quadratischen Pfosten.
Im Jahr 1934 bemalte der Kunstmaler Hermann Kaspar den Kircheninnenraum großflächig. Es entstanden an den Seitenwänden Bilder eines durchlaufenden Kreuzwegs, in denen fast immer Neuseser Bürger erkennbar sind. Die Triumphbogenwand zeigt den Erzengel Michael und die apokalyptischen Reiter.

### Ausstattung

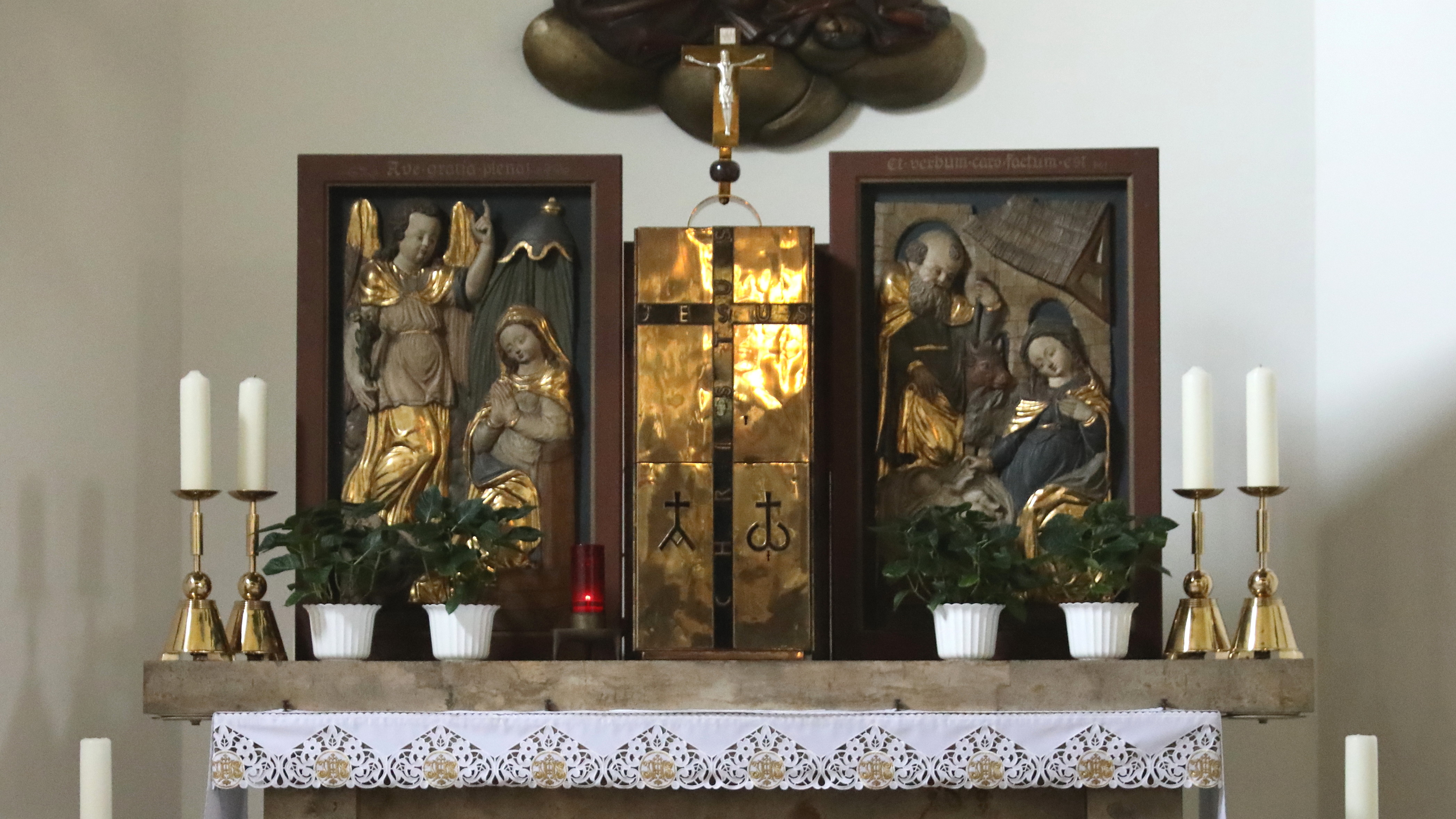
Flachreliefs, um 1600

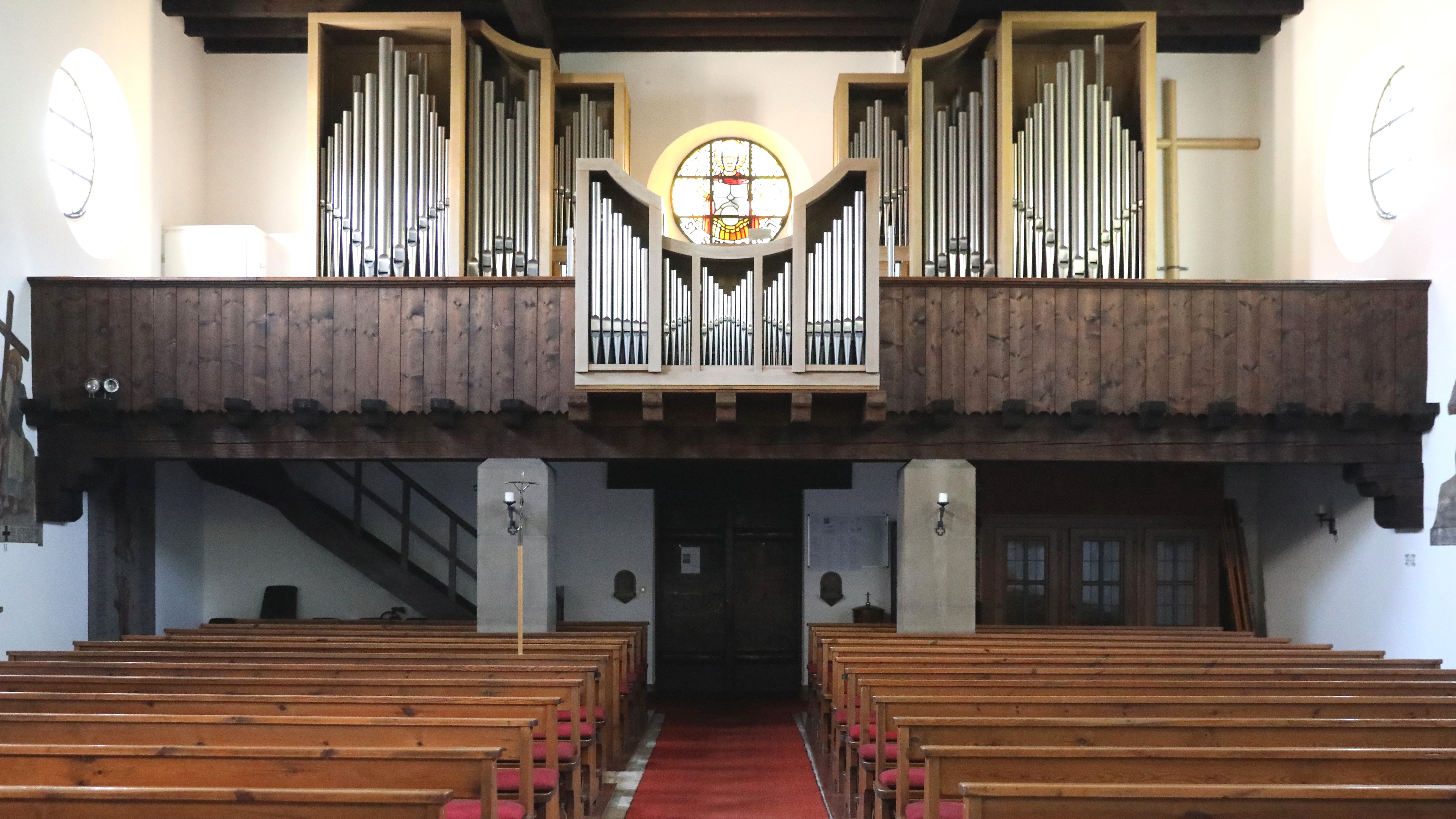
Orgel

Die beiden gefassten Flachreliefs des Hochaltars sind um 1600 entstanden und zeigen die Verkündigung und die Geburt Christi. Sie befanden sich früher in der Wegkapelle vor der Kirche. Es sind vermutlich Flügel eines Altars. Hans Panzer schuf die zwölf Apostelfiguren an den Chorwänden und die Christusskulptur als Weltenherrscher an der Chorstirnseite.
Franz Heinze stellte 1993 eine neue Orgel mit 20 Registern auf drei Manualen und Pedal auf.